# Hannes Bauer (Politiker)
Hannes Bauer (* 18. März 1941 in Eggenburg; eigentlich Johann Bauer) ist ein österreichischer Politiker (SPÖ) und ehemaliger Abgeordneter zum Nationalrat.

## Leben
Hannes Bauer besuchte in den Jahren 1956 bis 1960 die Handelsakademie, im Anschluss daran die Wirtschaftsuniversität Wien und schloss sein Studium der Volkswirtschaft 1965 mit Diplom ab. 1980 folgte eine Promotion zum Doktor der Handelswissenschaften.

## Politik
Als Abgeordneter gehörte er lange Jahre dem Niederösterreichischen Landtag an und war Mitglied der Niederösterreichischen Landesregierung in den Jahren 1991 bis 1993 sowie 1998 bis 1999.
In den Jahren 1986/87 war er Staatssekretär im Bundesministerium für Handel, Gewerbe und Industrie. Von 1989 bis 1991 und von 2000 bis zum 27. Oktober 2008 war er Abgeordneter zum Nationalrat.
Hannes Bauer ist seit 1991 Mitglied des Bundesparteivorstandes der Sozialdemokratischen Partei Österreichs. Er war über 20 Jahre Präsident des Pensionistenverbandes Niederösterreich, im März 2025 wurde er von Rupert Dworak in dieser Funktion abgelöst.

## Auszeichnungen
- 1996: Großes Goldenes Ehrenzeichen für Verdienste um die Republik Österreich[2]